# François Lucas (homme politique)
François Lucas est un homme politique français né le 13 janvier 1745 à Carville et mort à une date inconnue.
Avocat, il fait partie de l'administration de son district au début de la Révolution. Il est député de la Seine-Inférieure de 1791 à 1792, siégeant dans la majorité. Il est de nouveau député au Conseil des Cinq-Cents, de 1795 à 1799 puis en 1815, pendant les Cent-Jours.

## Sources
- « François Lucas (homme politique) », dans Adolphe Robert et Gaston Cougny, Dictionnaire des parlementaires français, Edgar Bourloton, 1889-1891 [détail de l’édition]